# Новоржевська волость
Новоржевська волость - муніципальне утворення зі статусом сільського поселення в Новоржевському районі Псковської області Російської Федерації.
Адміністративний центр-місто Новоржев (яке в саму волость не входить).

## Географія
Територія волості межує на півночі з Вехнянської волостю Новоржевського району, на заході — з Пушкіногорським районом, на півдні — з Опочецький районом, на південному сході і сході-з Бежаницьким районом Псковської області.
На території волості знаходиться частина Бежаницької височини, в тому числі найвища точка Псковської області — гора Лобно (338 м). Також розташовані Селецькі озера (3,8 км2 на кордоні з Бежаницьким районом, глибиною до 6 м; часто як єдине озеро Селецьке або Тайлівське), а також інші озера: Лобно (1,3 км2 на кордоні з Бежаницьким районом), Михалкінське (1,0 км2, глибиною до 5 м), студенецьке (0,4 км2), столбушинське (0,8 км2, глибиною до 4 м)

## Історія
До 1927 року в рамках Новоржевського повіту Псковської губернії існувала Новоржевська волость.
У 2015 році шляхом об'єднання Барутської, Макарівської та Жадрицької волостей була створена новостворена Новоржівська волость

## Примітка
{{{1}}}
1. ↑  Фонд водойм Псковської області (Excell) [Архівовано 2019-06-30 у Wayback Machine.] (Сайт Державного комітету Псковської області з природокористування та навколишнього середовища. Рибний промисел / Водні біоресурси [Архівовано 2014-05-22 у Wayback Machine.])
2. ↑  Закон Псковской области от 30 марта 2015 года № 1508-ОЗ «О преобразовании муниципальных образований»